# (17153) 1999 JK119
A (17153) 1999 JK119 egy kisbolygó a Naprendszerben. A LINEAR projekt keretében fedezték fel 1999. május 13-án.